# On the Firing Line
On the Firing Line est un film muet américain réalisé par Francis Ford et sorti en 1912.

## Fiche technique
- Réalisation : Francis Ford
- Production : Thomas H. Ince
- Durée : 10 minutes
- Date de sortie :  États-Unis : 27 septembre 1912

## Distribution
- Francis Ford
- Robert Edeson
- Charles K. French